# Dominica i olympiska spelen
Dominica deltog första gången vid olympiska sommarspelen 1996 i Atlanta och har sedan dess varit med vid varje olympiskt sommarspel. De har deltagit i ett av de olympiska vinterspelen. Dominica har hittills vunnit en medalj.

## Medaljer
| Guld | Silver | Brons | Totalt antal medaljer |
| ---- | ------ | ----- | --------------------- |
| 1    | 0      | 0     | 1                     |

### Medaljer efter sommarspel
| Spel         | Guld | Silver | Brons | Totalt |
| Atlanta 1996 | 0    | 0      | 0     | 0      |
| Sydney 2000  | 0    | 0      | 0     | 0      |
| Aten 2004    | 0    | 0      | 0     | 0      |
| Peking 2008  | 0    | 0      | 0     | 0      |
| London 2012  | 0    | 0      | 0     | 0      |
| Totalt       | 0    | 0      | 0     | 0      |